# Ernst Lanzer
Ernst Lanzer (1878-1914) est un juriste autrichien, analysé par Sigmund Freud qui le désigne sous le pseudonyme de « L'Homme aux rats » (Ratman) en référence aux idées obsédantes que ce dernier rapporte. La cure conduite par Freud débuta en octobre 1907 (Lanzer a alors 29 ans) et sera publiée deux ans plus tard sous le titre Bemerkungen über einen Fall von Zwangsneurose [en français, Notes sur un cas de névrose obsessionnelle] et en français, dans le volume Cinq psychanalyses, en 1935. 
Le présentant initialement comme un succès thérapeutique, le premier de ce qui deviendra le processus de cure psychanalytique, Freud lui-même reviendra sur cette conclusion dans ses écrits postérieurs en regrettant notamment qu'il n'ait pu suivre Lanzer plus longuement, car ce dernier est mort durant la Première Guerre mondiale, en 1914. 
L'identification d'Ernst Lanzer comme étant L'homme aux rats a été conduite sur la bases d'un travail d'investigation, mené notamment par Patrick Mahony en 1986. Alors que ce nom fait consensus, il est parfois contesté.

## Description du cas
En octobre 1907, Freud reçoit en analyse un jeune homme de 29 ans, Ernst Lanzer. La durée de la cure prête à controverse, elle est estimée à six mois ou onze mois. Freud en publie l'étude en deux parties : 
- la première correspond à des extraits de l'histoire du cas, retraçant rapidement les grands éléments des séances et leurs interprétations, à partir des notes qu'il avait prises tout le long de l'analyse[5] ;
- la seconde donne des éléments théoriques, qui tentent d'établir quelques remarques sur « la genèse et le mécanisme subtil des processus psychiques obsessionnels »[6].

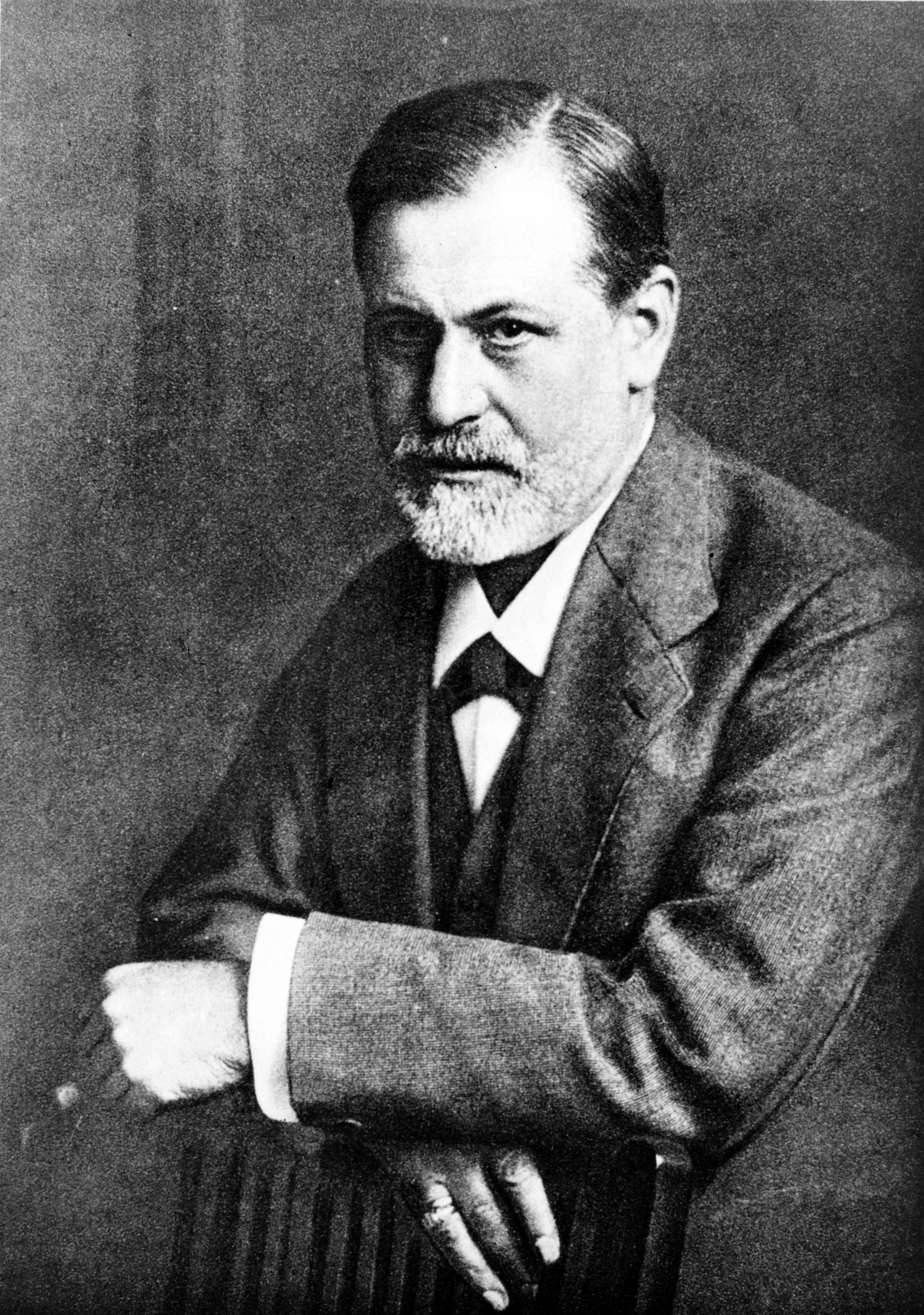
Sigmund Freud, par Max Halberstadt, en 1909.

### Présentation du cas
Le jeune homme se plaint d'obsessions depuis l'enfance, qui reviennent parfois après des périodes d'absences relativement longues, mais avec plus d'intensité depuis la mort de son père survenue neuf ans plus tôt et plus particulièrement depuis quatre ans. Il craint notamment qu'il arrive du mal à deux personnes qu'il aime : son père, décédé, et une dame qu'il aime et qui a rejeté son amour il y a dix ans. 
Ses obsessions se traduisent par des idées de mal contre ces deux personnes, qu'il rejette alors violemment, s'imposant ensuite des interdits et des pénitences absurdes et souvent irréalisables.

### Le nœud de la névrose: pulsion sexuelle et conflit avec le père refoulé dans l'inconscient
Le début de l'histoire du cas s'attarde sur les sept premières séances puis continue par la solution qu'en donne Freud. 
Ainsi lors de la troisième séance, le jeune homme raconte comment à la mort de son père, il s'est endormi. Lorsqu'il se réveille, on lui apprend que son père est décédé. Il se le reproche. Mais « c'est un an et demi plus tard que le souvenir de son manquement ressurgit et commence à le tourmenter terriblement, au point qu'il se considère et se traite comme un criminel ».
Freud en profite pour l'initier à une hypothèse de la psychanalyse, celle de mésalliance entre le contenu d'une idée et l'affect qui l'accompagne du fait d'une connexion fausse : ici l'affect - se considérer comme un criminel - est trop fort par rapport à son manquement le jour de la mort de son père. Il y a une connexion fausse entre la culpabilité et son manquement. En réalité, la culpabilité « se rattache à un autre contenu qui n'est pas connu (inconscient) et qui doit d'abord être recherché », et Freud ajoute : « nous ne sommes pas habitués à ressentir en nous de forts affects sans contenu représentatif. Quand ce contenu fait défaut, nous nous saisissons d'un autre contenu qui convient plus ou moins et qui sert de substitut ». 
À ce moment du récit, Freud donne une définition de l'inconscient :

« L'inconscient, dis-je, est l'infantile, c'est-à-dire qu'il est cette part de la personne qui s'est séparée dans l'enfance, qui n'a pas suivi le développement de la personne et qui de ce fait a été refoulée. Les dérivés de cet inconscient refoulé sont les éléments qui alimentent ces pensées involontaires qui constituent son mal. »

### La résistance
Or c'est cet inconscient qui expliquerait l'attitude agressive contre le père et contre laquelle le patient se défend sans cesse, affirmant qu'il n'avait pas de meilleur ami au monde. Au cours de ces séances, Freud tente de lui exposer que son amour intense, voire excessif, déclaré pour son père cache une haine profonde. La résistance du patient est alors très forte et Freud la décrit en des termes très sobres : « après une période sombre et difficile dans le travail de la cure...[...] après que nous eûmes surmonté une série de résistances extrêmement dures et d'invectives très méchantes... ». Il explique ceci par une analogie médicale : « c'est un fait bien connu que les malades trouvent une certaine satisfaction dans leur souffrance, de sorte qu'en vérité, ils résistent tous partiellement à leur guérison. Il ne doit pas perdre de vue qu'un traitement comme le nôtre progresse tout en faisant l'objet d'une résistance constante ».

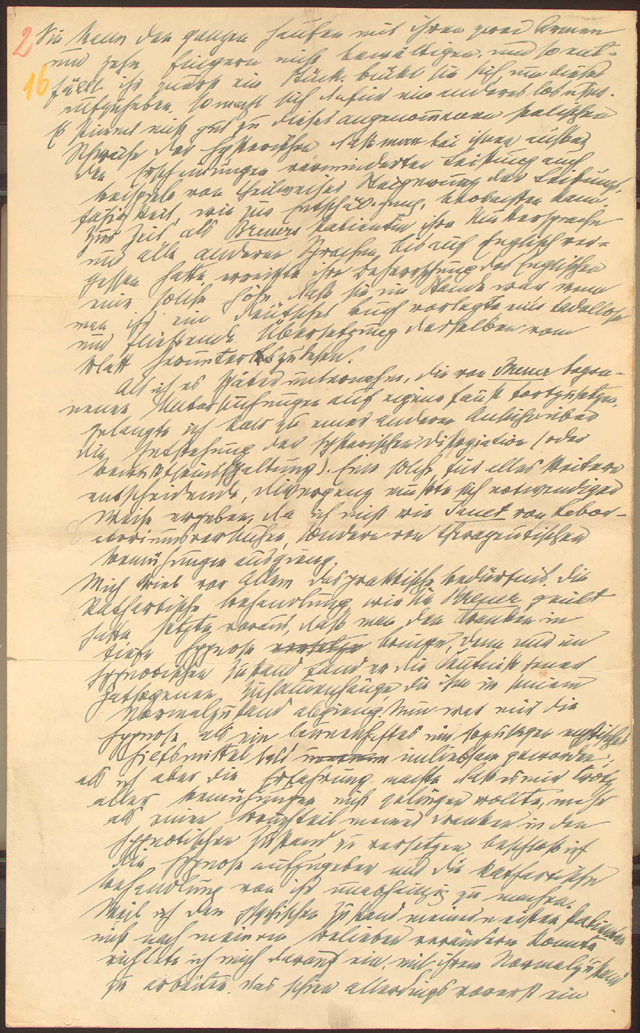
Manuscrit de Freud sur « L'homme aux rats », 1909

### Le syndrome du lorgnon
Finalement la solution de ses obsessions s'appuiera essentiellement sur la résolution du comportement du jeune homme au cours d'un exercice militaire, survenu au mois d'août précédent, et qu'il décrit lors des deuxième et troisième séances.
Pendant une marche, Lanzer égare son lorgnon (ou pince-nez). À cette même halte, l'officier lui décrit le supplice du rat, une torture chinoise particulièrement horrible, où des rats placés dans un pot posé sur le derrière du condamné creusent son anus. La description de ce supplice le met dans un état très agité. Il poursuit en avouant : « À ce moment me traverse l'idée que cela arrive à une personne qui m'est chère ». Aussitôt se mettent en place des mécanismes de résistance et de défense. Au point que le soir, lorsqu'il apprend qu'il doit se rendre à la poste pour rembourser des frais de réception du pince-nez, « se forme dans son esprit une sanction : ne pas rembourser l'argent aura pour conséquence la réalisation de sa crainte [le fantasme des rats se réalisera sur son père et sur la dame]. Alors, conformément à un type de comportement dont il est coutumier, s'élève immédiatement en lui pour combattre cette sanction un commandement aux allures de serment solennel : "tu dois absolument rembourser au lieutenant A. les 3,80 couronnes" ».
Or certains obstacles extérieurs, mais aussi intérieurs, l'empêcheront de s'acquitter de sa dette qui restera une véritable obsession.

### Explication de Freud
À la fin de l'exposition du cas, Freud expose les différents raccourcis et transferts qui expliquent cette obsession et propose la reconstitution suivante. 
Son père est haï à la suite d'un châtiment terrible infligé pendant sa prime enfance en punition à un méfait sexuel en rapport à la masturbation infantile. Cela le conduit à une certaine inhibition sexuelle : cette punition « avait laissé une rancœur contre le père et l'avait installé une fois pour toutes dans le rôle de celui qui vient troubler sa jouissance sexuelle » et même ses projets matrimoniaux. Or le patient alors se remémore un incident que sa mère lui avait raconté et qui confirme l'hypothèse de Freud :

« quand il était encore tout petit [...] il dut commettre quelque mauvaise action pour laquelle son père le battit. Le petit gamin entra alors dans une fureur terrible et insulta son père pendant que celui-ci le frappait. [...] Le père, ébranlé par cet accès primaire de rage, s'interrompit et déclara : « Ce petit-là deviendra soit un grand homme, soit un grand criminel ! » . Le patient, après cette séance, interrogea sa mère qui confirma l'incident et rajouta que la faute avait été de mordre quelqu'un. »

De là l'interprétation suivante : le patient s'identifiait au rat, qui mord, qui est persécuté par les hommes. Cette pensée, liée à l'incident de son enfance, mais enfouie dans l'inconscient, était ravivée notamment par des mots, des signifiants qui se rapprochent du terme « rat » (Ratte en allemand) : Rate (acompte) et donc argent, Heiraten (mariage) se trouvaient, dans son esprit, associés.

## Critiques
Dans un premier temps, Freud estime que l'analyse a abouti « au rétablissement complet de la personnalité du malade et à la suppression de ses inhibitions ». Par la suite pourtant, Freud écrivit à Carl Jung que les problèmes du jeune homme n'avaient pas été résolus, il remarque que la durée et la profondeur du traitement n'ont pas permis un effet suffisant.
Pour le psychanalyste Horacio Etchegoyen, « (...) Le cadre peu strict de l'analyse de l'homme aux rats par Freud autorise le thé, les sandwichs et le hareng car Freud ne sait pas encore jusqu'où peuvent aller la révolte et la rivalité dans le transfert paternel » . Il s'agit donc là de transgressions de ce qui deviendra une règle fondamentale selon laquelle le psychanalyste doit s'abstenir de toute "gratification" envers son patient car celle-ci empêche le déroulement du processus analytique.
Le psychanalyste Patrick Mahony a comparé ces notes et le texte publié et a mis au jour de nombreuses modifications faites par Freud en vue de faire correspondre l'analyse réelle à ses théories. Borch-Jacobsen et Shamdasani ont poursuivi ce travail de comparaison et affirment avoir trouvé d'autres cas de falsification de l'analyse.

#### Textes de référence
- Sigmund Freud, L'Homme aux rats : un cas de névrose obsessionnelle, suivi de Nouvelles remarques sur les psychonévroses de défense, Paris, Payot, coll. « Petite Bibliothèque Payot », 2010  (ISBN 2228905542)
- Cinq Psychanalyses (Dora, L'homme aux loups, L'homme aux rats, le petit Hans, Président Schreber), traduction révisée, PUF Quadrige, 2008  (ISBN 2-13-056198-5)
- Sigmund Freud L'Homme aux rats : Journal d'une analyse [1909], PUF, 2000  (ISBN 2130511228)

#### Études et ouvrages sur «L'homme aux rats»
- Horacio Etchegoyen : Fondements de la technique psychanalytique, Préface de Daniel Widlöcher et Jacques-Alain Miller, Ed.: Hermann, 2005,  (ISBN 2-7056-6517-X)
- (en) Patrick, Mahony, Freud and the Rat Man, Yale University Press, 1986 (ISBN 9780300036947)